# Galata-torony
A Galata-torony (törökül: Galata Kulesi) az Aranyszarv-öböltől északra, Beyoğluban található. Isztambul egyik meghatározó épülete. Krisztus-torony (İsa Kulesi) néven is ismert.

## Története
Az eredeti, világítótoronynak szánt torony 528-ban épült, de az a negyedik keresztes hadjárat (1202–1204) alatt megsemmisült. Ebben az időszakban genovaiak telepedtek meg a területen, ők építették újjá 1348-ban a városfaluk csúcsaként. Az Oszmán Birodalom időszaka alatt többször is átépítették; egy időben a Mevlevi-rend (lásd még: Kerengő dervisek) is használta a tornyot. 1875-ben beszakadt a teteje egy vihar során, egészen 1965-ös újjáépítéséig használaton kívül volt a torony.
Evlija Cselebi szerint a 17. században az egyik első „repülős”, Hezárfen Ahmet Cselebi erről a toronyról rugaszkodott el, hogy a saját maga által gyártott szárnyakkal átrepülje a Boszporuszt, majd Üsküdarban landoljon (a távolság kb. 6 km).

## Jellemzői
A román stílusú épület 66,9 méter magas, átmérője 16,45 méter, a fal vastagsága 3,75 méter. A tetején egy kávézó-étterem, valamint egy night-club is található; a teraszról körpanoráma nyílik Isztambulra és a Boszporuszra.